# Condado de Garland
O Condado de Garland é um dos 75 condados do estado americano do Arkansas. Sua sede de condado é Hot Springs. Sua população é de 88 068 habitantes.